# Hazlewood Castle
Hazlewood Castle er et country house, der nu fungerer som hotel, mellem Aberford og Tadcaster i North Yorkshire, England. Det er et af de ældste befæstede huse i Yorkshire. Stedet ligger med udsigt til slagmarken for slaget ved Towton der foregik i 1461.
Den blev opført i slutningen af 1200-tallet, men blev ombygget til mere moderne herregård i 1700-tallet.
Det er listed building af første grad.